# Alfred Dattner
Alfred Dattner (Genève, 6 november 1902 - 8 juli 1993) was een Zwitsers autocoureur. Hij nam deel aan zijn thuisrace in 1949 voor het team Simca Gordini, waar hij als zeventiende eindigde met negen ronden achterstand op winnaar Alberto Ascari. In 1952 zou hij ook voor Gordini meedoen aan zijn thuisrace dat jaar, wat een Formule 1-race was. Hij was echter ziek op het moment dat de race verreden werd en startte dus niet. Hij schreef zich hierna nooit meer in voor een Formule 1-race.